# Jan I (biskup kamieński)
Jan I z Saksonii-Lauenburga (zm. przed 17 czerwca 1370) – rzymskokatolicki duchowny, biskup kamieński od 1343. 
Pochodził z gałęzi dynastii askańskiej władającej księstwem Saksonii-Lauenburga. Jego ojcem był książę Eryk I. Przeznaczony do stanu duchownego, w 1343 został biskupem kamieńskim. Podczas sprawowania tej funkcji prowadził obronę przeciwko próbom uzależnienia biskupstwa kamieńskiego przez arcybiskupów gnieźnieńskich. Prowadził także spory z książętami zachodniopomorskimi, których protekcję nad biskupstwem ostatecznie musiał uznać na mocy postanowień stralsundzkich (1354).